# Гусии
Гу́сии (также — народ группы банту, проживающий на западе Кении. Гусии проживают в провинции Ньянза на холмистом плато у восточного побережья озера Виктория к югу от залива Кавирондо. Говорит на языке гусии.

## Расселение
В постколониальную эпоху гусии вышли за пределы своего традиционного ареала, поселившись в крупных городах, а также поселках. Основные округа, населённые гусии — Кисии и Нямира. Главный город — Кисии, ранее известный как Богонзо. Гусии переживали значительный рост населения с 1979 года, когда народ насчитывал 588 тыс. человек, однако на 2009 год констатировалось прекращение прироста. По данным переписи 2010 года численность гусии превышает 2,2 млн человек.
Существует значительная диаспора в США (особенно в Миннесоте), Великобритании, Канаде, Новой Зеландии, Австралии и Южной Африке.

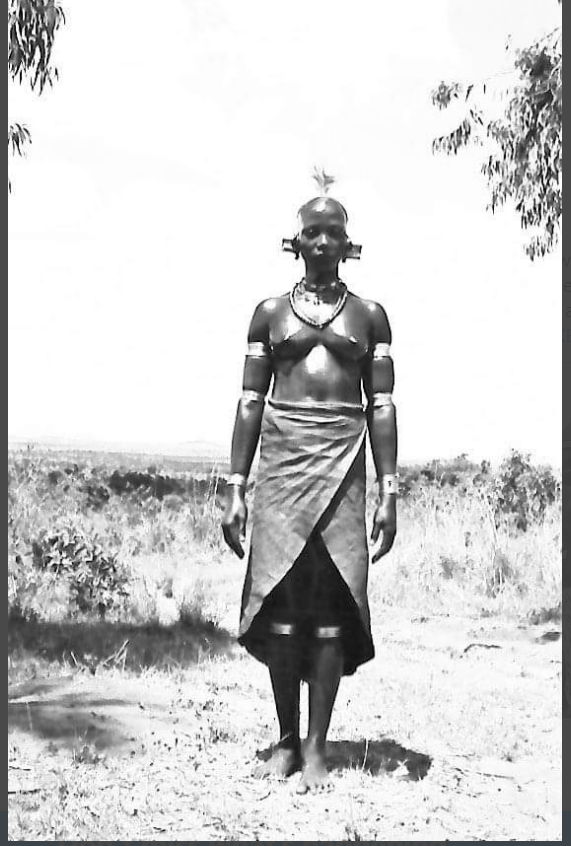
Женщина гусии в туземном одеянии ок. 1905-1907 гг.